# Goleniów
Goleniów (niem. Gollnow) – miasto w zachodniej części woj. zachodniopomorskiego, w powiecie goleniowskim, położone nad rzeką Iną, na Pobrzeżu Szczecińskim, 35 km na północny wschód od Szczecina. Miasto jest siedzibą gminy miejsko-wiejskiej Goleniów i dziesiątym ośrodkiem miejskim województwa (pod względem liczby ludności). Nieopodal biegną drogi krajowe nr 3 i nr 6, a w pobliskich Glewicach znajduje się port lotniczy Szczecin-Goleniów.
Według danych GUS z 30 czerwca 2021 r., Goleniów liczył 21 876 mieszkańców i był pod względem liczby ludności dziesiątym miastem w województwie zachodniopomorskim.

## Warunki naturalne
| Rodzaj                       | Powierzchnia | %      |
| ---------------------------- | ------------ | ------ |
| Użytki rolne                 | 470 ha       | 40,03% |
| Lasy i grunty leśne          | 70 ha        | 5,96%  |
| Pozostałe grunty i nieużytki | 634 ha       | 54,00% |
| Σ                            | 1174         | 100    |

Goleniów jest miastem położonym na Równinie Goleniowskiej będącej częścią Pobrzeża Szczecińskiego. Miasto znajduje się na skraju Puszczy Goleniowskiej. Przez miasto przepływają: jedna z najdłuższych rzek Pomorza Zachodniego Ina oraz wpadające do niej: Wiśniówka oraz Struga Goleniowska. Odległość do Morza Bałtyckiego w linii prostej wynosi ok. 50 km.

## Demografia
Struktura demograficzna mieszkańców Goleniowa według danych z 31 grudnia 2009:
| Opis                                | Ogółem | Ogółem | Kobiety | Kobiety | Mężczyźni | Mężczyźni |
| ----------------------------------- | ------ | ------ | ------- | ------- | --------- | --------- |
| Jednostka                           | osób   | %      | osób    | %       | osób      | %         |
| Populacja                           | 22 404 | 100    | 11 648  | 51,99   | 10 756    | 48,01     |
| Wiek przedprodukcyjny (0–17 lat)    | 4182   | 18,67  | 2020    | 9,02    | 2162      | 9,65      |
| Wiek produkcyjny (18–65 lat)        | 14 760 | 65,88  | 7192    | 32,1    | 7568      | 33,78     |
| Wiek poprodukcyjny (powyżej 65 lat) | 3462   | 15,45  | 2436    | 10,87   | 1026      | 4,58      |

| Rozwój demograficzny miasta: - 1740: 1645 mieszkańców - 1784: 2088 mieszkańców - 1816: 2287 mieszkańców - 1852: 5500 mieszkańców - 1857: 5522 mieszkańców - 1871: 7300 mieszkańców - 1900: 8539 mieszkańców - 1910: 10258 mieszkańców - 1925: 11627 mieszkańców - 1939: 13754 mieszkańców - 1946: 1713 mieszkańców - 1955: 7900 mieszkańców - 1960: 10300 mieszkańców - 1961: 10805 mieszkańców | - 1970: 14641 mieszkańców - 1975: 17200 mieszkańców - 1980: 19100 mieszkańców - 1987: 21517 mieszkańców - 1990: 22200 mieszkańców - 1995: 22200 mieszkańców - 1998: 22300 mieszkańców - 2002: 22500 mieszkańców - 2007: 22399 mieszkańców - 2008: 22377 mieszkańców - 2009: 22404 mieszkańców - 2010: 22 327 mieszkańców - 2012: 22 844 mieszkańców - 2013: 23 013 mieszkańców - 31 marca 2014 miasto miało 22 773 mieszkańców. |

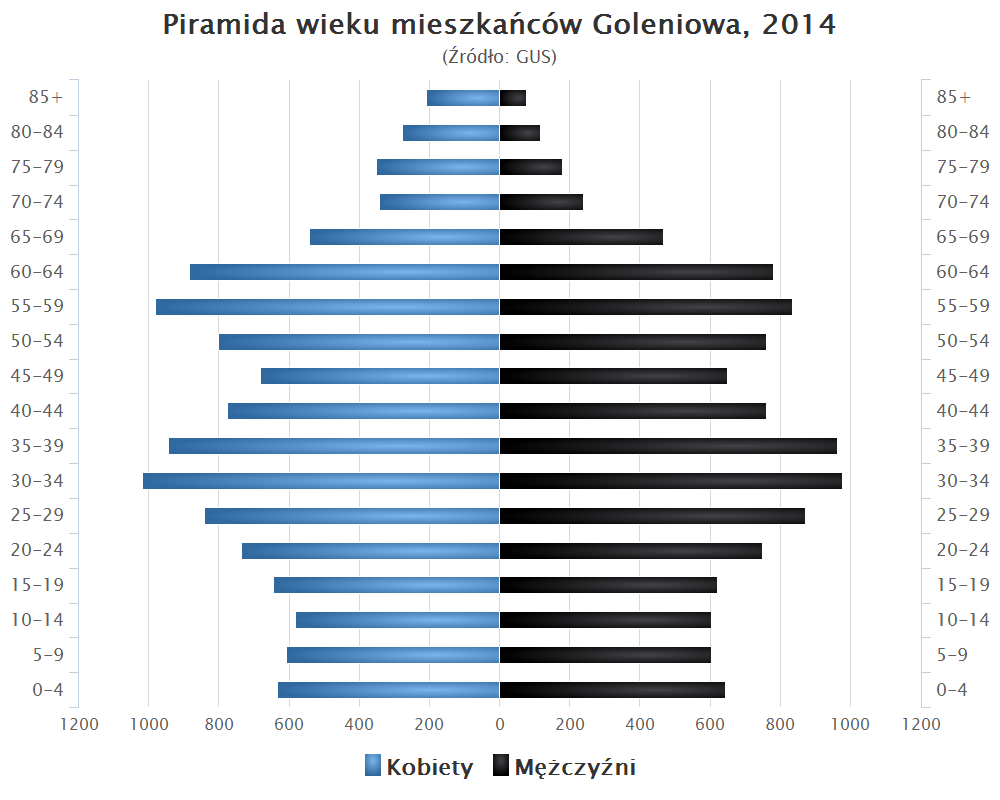
Piramida wieku mieszkańców Goleniowa w 2014 roku

## Toponimia
Początkowe zapisy w dokumentach to: Golinog (1220 r.), Golenoge (1248 r.), Gollenog (1286 r.), ostateczna forma zniemczona Gollnow.
Nazwa ta wywodzi się od słowa "goły", "gola" - oznaczającego żyzny, bezleśny obszar, goły, nieużytkowany teren, co odzwierciedla warunki topograficzne. Niektórzy badacze uważają, że nazwa może mieć charakter żartobliwy (goła noga). Podczas lokacji osiedla nadano mu niemiecką nazwę Vredeheide, czyli Friedeheide (Las Pokoju), ale ta nazwa nie przyjęła się wśród miejscowej słowiańskiej ludności pomorskiej i powrócono do pierwotnej nazwy.

## Historia
Najstarsze ślady osadnictwa na terenie Goleniowa pochodzą z młodszej epoki kamienia. Około 4200–3500 lat p.n.e. przybyły tu pierwsze rolnicze grupy ludzi z kręgu kultur ceramiki wstęgowej.
Następnie gęstą siecią osadniczą z Goleniowa i okolic oraz cmentarzyskami urnowymi na terenie Stawna i Żółwiej Błoci oraz Goleniowa swą obecność zaznaczyła kultura łużycka przypadająca na epokę brązu i początek epoki żelaza (1200–400 p.n.e.). Na podstawie dużej ilości znalezisk możemy ustalić iż istniała tutaj ciągłość osadnicza od okresu kultur ceramiki wstęgowej, aż do wczesnego średniowiecza z pewnym załamaniem przypadającym na okres wielkiej wędrówki ludów.
Obszar został włączony do państwa polskiego przez Mieszka I ok. 967 roku.
Nazwa Golinog (Goleniów) została po raz pierwszy wymieniona w źródłach pisanych w roku 1220. Kolejne wzmianki o osadzie pochodzą z lat 1248 (Golenoge) i 1255 (Golnowe). Początki osady palowej nad rzeką Iną sięgają X wieku. Powstała ona w zakolu rzeki i dostarczała książętom szczecińskim miód, dziegieć, ryby, smołę. Osada była ważnym punktem handlowym na szlaku wodnym i lądowym. Obok niej znajdował się strażniczy gródek. Nazwa Golinog mogła oznaczać golinę, czyli polanę, miejsce bezdrzewne.

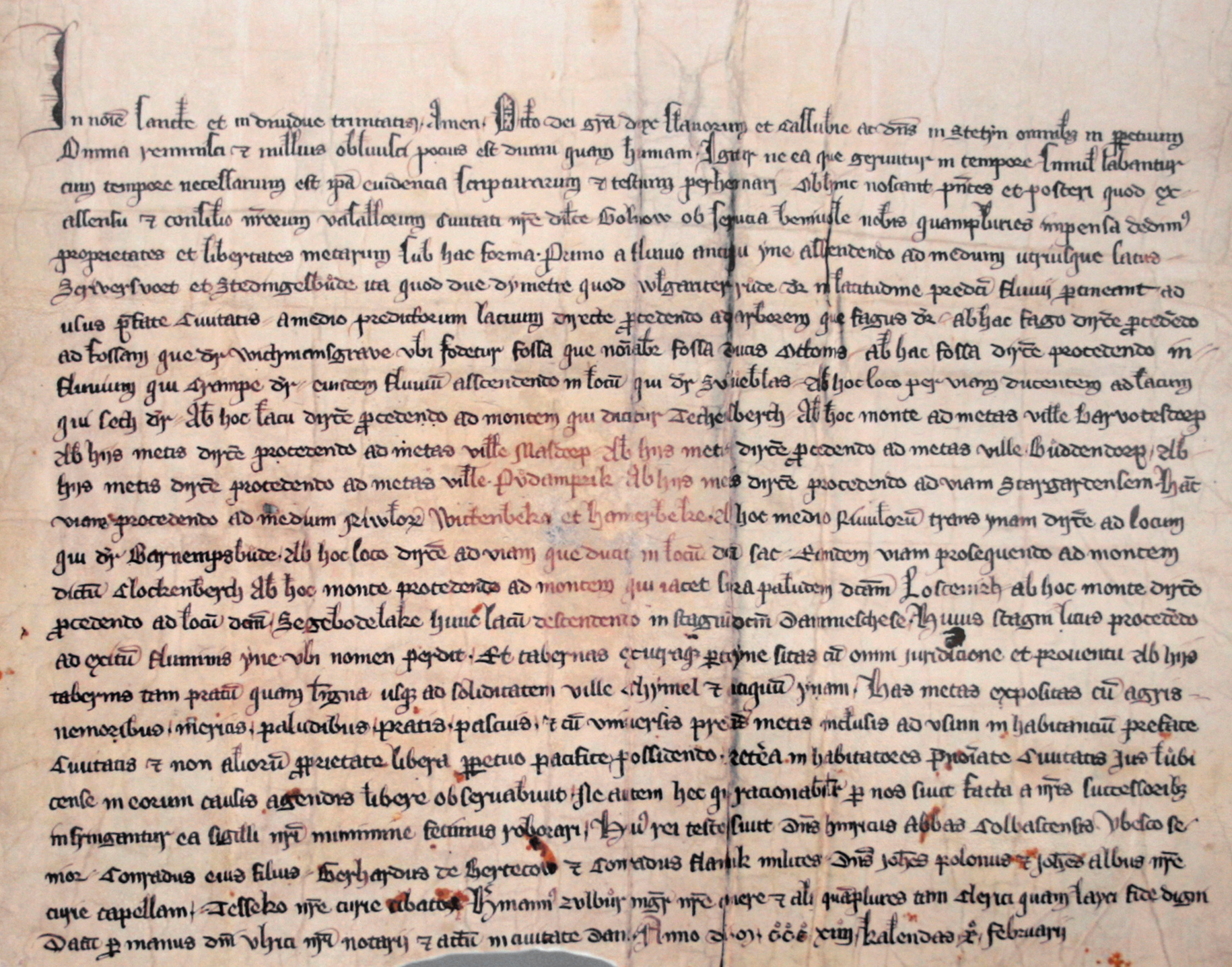
Akt lokacyjny Goleniowa z 23 stycznia 1314 r.

Rozwój osady nad Iną zaowocował lokacją miasta na prawie magdeburskim przez księcia Barnima I w roku 1268. Nowo powstałe miasto uzyskało przywileje, takie jak możliwość żeglugi bez ograniczeń, samorząd, zwolnienia celne oraz obszary gruntów ornych i lasów rozciągających się aż do ujścia Odry. W 1314 Goleniów uzyskał lubeckie prawa miejskie, a dalszy rozwój handlu spowodował przyłączenie miasta do Hanzy w roku 1368. Miasto miało swój udział w olbrzymiej machinie, jaka zarządzała ówczesnym handlem w basenie Morza Bałtyckiego. W czasie wczesnej obecności w Hanzie Goleniów prowadził liczne konflikty ze Szczecinem, który dążył do zmonopolizowania żeglugi na Odrze. Z Goleniowem współpracował Stargard, którego statki bez przeszkód pokonywały Inę. Pierwszy większy spór między miastami został rozstrzygnięty na korzyść Goleniowa i Stargardu w 1397 roku.
Późne średniowiecze było okresem szybkiego rozwoju miasta. Bogacenie się jego mieszkańców na handlu i rzemiośle przyniosło wymierne skutki w postaci licznych budowli. Zabytki sakralne i obronne, zachowane do dziś, powstały głównie w XIV i XV wieku. Miasto zostało otoczone murami miejskimi z kamienia i cegły. W murach znajdowało się wiele baszt oraz cztery bramy: Wolińska, Młyńska, Szczecińska i Stargardzka (zachowała się tylko pierwsza). W 1386 roku miasto uzyskało przywilej bicia własnej monety zwanej białym groszem goleniowskim. W XV wieku wybudowano również Dom Żeglarza (związki z handlem wodnym) oraz kościół farny pw. św. Katarzyny. W XV w. miasto umocniło swoją pozycję. Liczne konflikty ze Stargardem i Szczecinem nie przyniosły wielkich strat. Szczególnie zażarta była rywalizacja z dzisiejszą stolicą województwa. Spór został zażegnany dopiero w 1618 roku, kiedy oba miasta zawarły układ. W niepodległym księstwie pomorskim Goleniów prosperował. Rozwijał się port rzeczny, rozbudowano także przystań w Inoujściu. Rozwój rzemiosła warunkowało powstawanie cechów, które w XV i XVI wieku powstawały coraz liczniej.

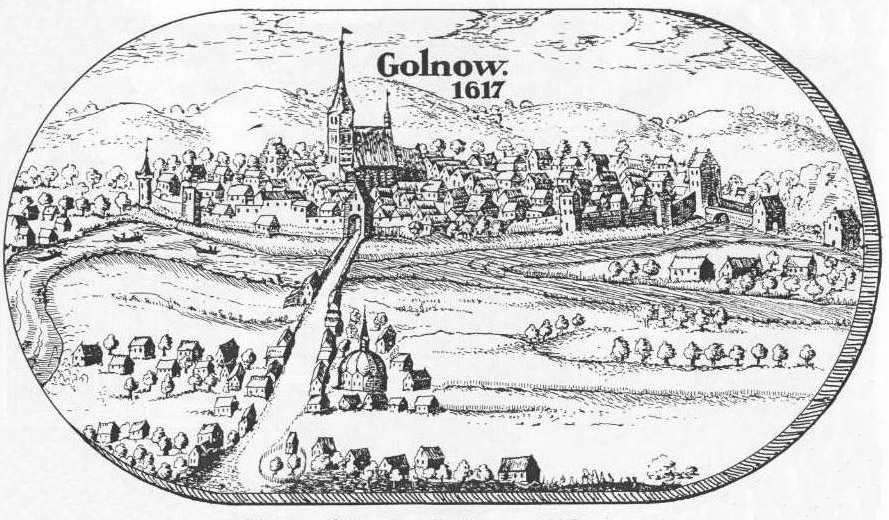
Goleniów na historycznej mapie Lubinusa z 1617 r.

Kolejne epoki to niestety koniec szybkiego rozwoju. W roku 1529 miasto nawiedził niszczycielski pożar. Ludność była jeszcze czterokrotnie w ciągu dwóch stuleci dziesiątkowana w pożarach oraz epidemiach. W XVII wieku swoje piętno odcisnęła wojna trzydziestoletnia. Działania wojenne i rabunki załamały gospodarkę Goleniowa, upadła żegluga i rzemiosło. Pokój westfalski w 1648 roku przyznał miasto Szwecji, pod której władaniem znajdowało się do 1679, kiedy Szwedzi sprzedali Goleniów za 50 tys. talarów Brandenburgii. Cztery lata później ponownie wrócili tu Szwedzi, którzy wycofali się dopiero w 1720 na mocy traktatu sztokholmskiego, kończącego wojnę północną. Swoje panowanie rozpoczęły Prusy. Okres pruski to odbudowa miasta. Obok dawnej osady Wyk powstały nowe przedmieścia, ratusz, spichlerze, szpitale, szkoła. W 1830 miasto zostało połączone ze Szczecinem drogą bitą, a w 1870 koleją (Szczecin Dąbie). Kolejne połączenia kolejowe prowadziły do Gryfic (1882), Wolina i Świnoujścia (1892) oraz Kołobrzegu i Maszewa. Duże części miasta zostały skanalizowane, wybudowano nowe budynki: szkołę i pocztę (przetrwały do dziś).

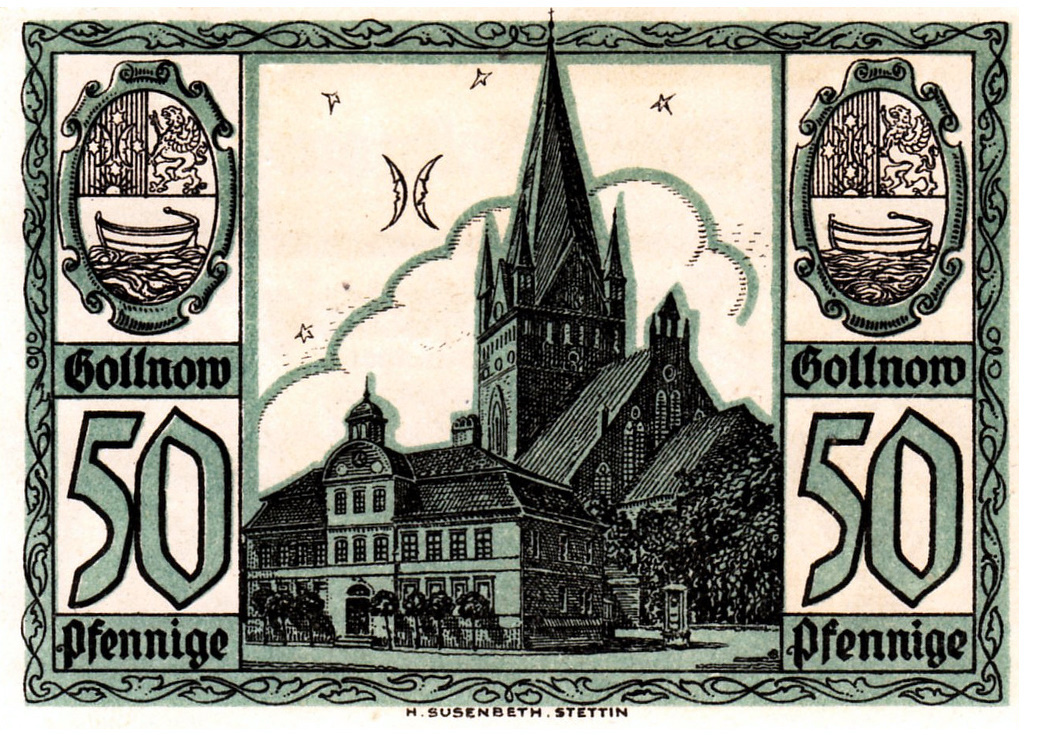
Notgeld o nominale 50 fenigów wydany w Goleniowie w 1921 roku z Kościołem św. Katarzyny i Ratuszem na przedniej stronie

Na przełomie XIX i XX wieku w mieście rozwinął się przemysł drzewny, głównie meblarski, co wiązało się z położeniem w Puszczy Goleniowskiej. W 1913 r. powstała fabryka mebli. Goleniów był jednym z miejsc internowania polskich powstańców wielkopolskich przez Niemcy w 1919.
W okresie II wojny światowej więzienie w Goleniowie (tzw. Zuchthaus Gollnow) było miejscem kaźni i pracy wielu niemieckich więźniów politycznych, polskich jeńców wojennych i robotników przymusowych. Został w nim zamęczony proboszcz rzymskokatolickiej parafii w Borzysławcu ks. Albert Hirsch, za publiczne głoszenie haseł antypaństwowych i pomoc polskim robotnikom przymusowym. W mieście były dwa podobozy pracy przymusowej obozu jenieckiego Stalag II D. 7 marca 1945 roku, po trzech dniach walk, miasto zostało zdobyte przez oddziały 2 armii pancernej i 3 armii uderzeniowej I Frontu Białoruskiego Armii Czerwonej. Poległo ok. 60 żołnierzy radzieckich. W trakcie walk zniszczone zostały m.in. ratusz i szpital oraz duża część starówki i większość kościoła św. Katarzyny. Zniszczenia objęły obszar około 60–65% jego powierzchni.

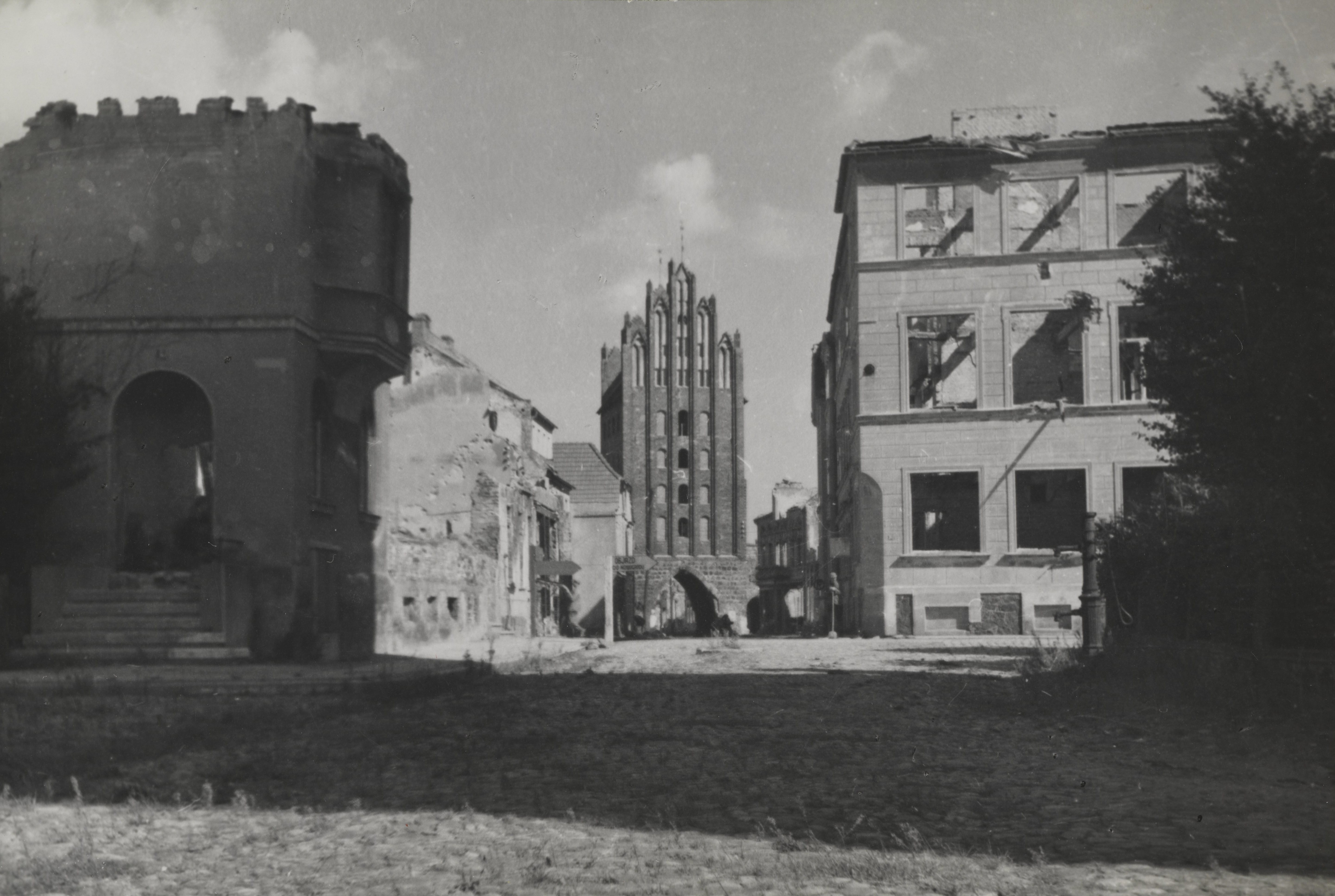
Zniszczenia Goleniowa w 1945 (fot. Jan Bułhak)

W pierwszym okresie po zakończeniu wojny miasto nosiło zaczerpniętą z przedwojennych map nazwę Gołonóg, używano także nazwy Golanowo. Obecną nazwę wprowadzono rozporządzeniem ministrów Administracji Publicznej i Ziem Odzyskanych z dnia 7 maja 1946 roku. W 1954 miasto zostało ponownie stolicą powiatu. Ożywienie gospodarcze w okresie PRL pociągnęło za sobą rozwój społeczny. Miasto w szybkim czasie powiększało się. W 1954 dołączono do niego osiedle Helenów.
W latach 1969-1972 miasto było siedzibą gromady Goleniów, ale nie należało do niej.
W 1968 roku z miasta został wydzielony obszar o powierzchni 4200 ha z miejscowościami: Domastryjewo, Inina, Ininka, Janiszewo, Krzewno, Twarogi, Zabród i Żółwia.
W epoce Polski Ludowej budowano nowe szkoły, domy kultury, parki, osiedla mieszkaniowe, dworzec kolejowy i port lotniczy. Powstały zakłady odzieżowe, fabryka opakowań blaszanych, wytwórnia prefabrykatów budowlanych. Rozwijał się przemysł drzewny (fabryka mebli i tartak), spożywczy, a po odzyskaniu niezależności w 1989 usługi i drobny przemysł. W 1987 na goleniowskim lotnisku gościł papież Jan Paweł II. W 1999 utworzono powiat goleniowski ze stolicą w Goleniowie. Goleniów należał niegdyś do miast Hanzy niemieckiej, obecnie z tego powodu zorganizowany zostały m.in. Festiwal Hanzeatycki w 2005 roku, i jego następne edycje w 2007 i 2011 roku.

## Zabytki

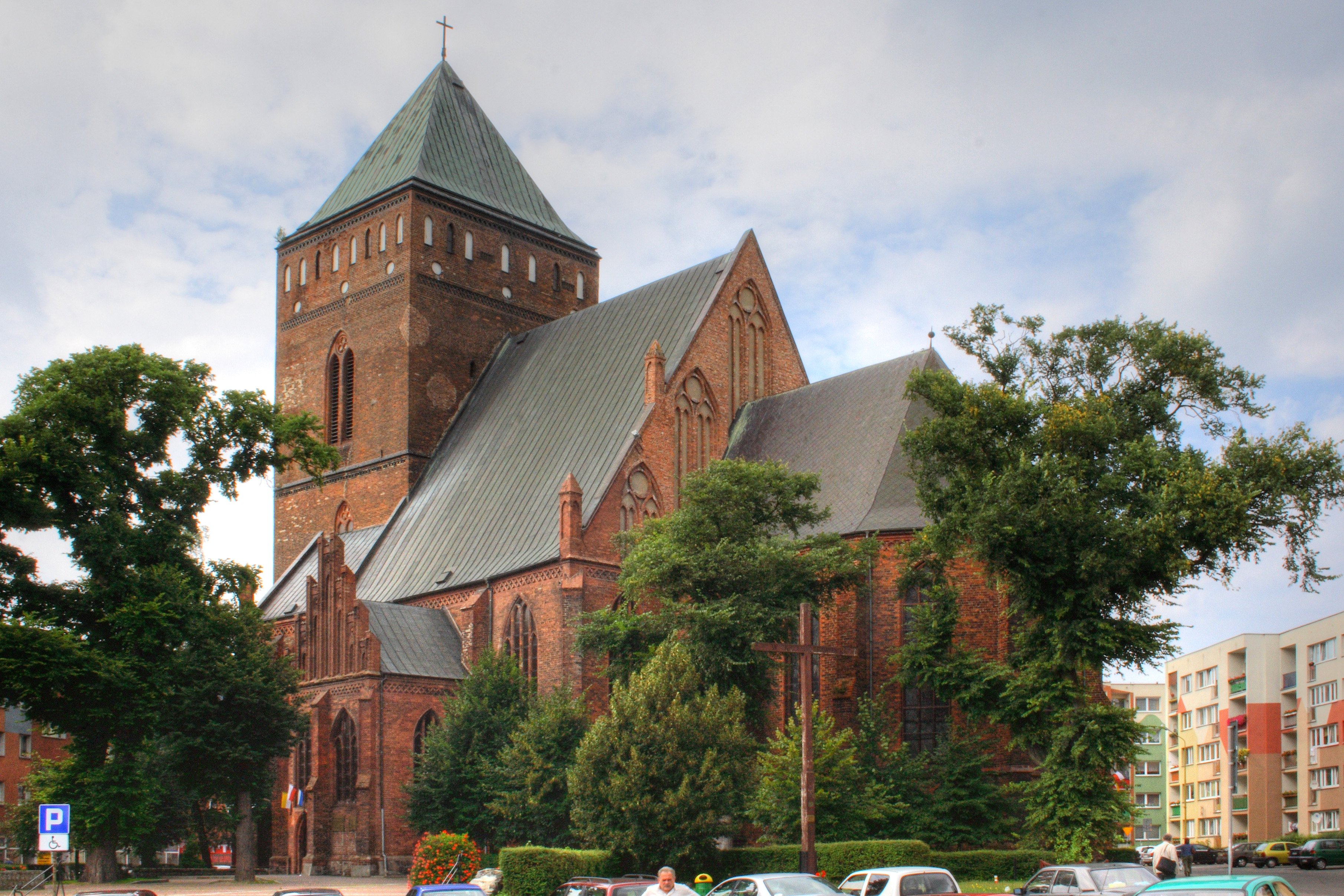
Kościół św. Katarzyny

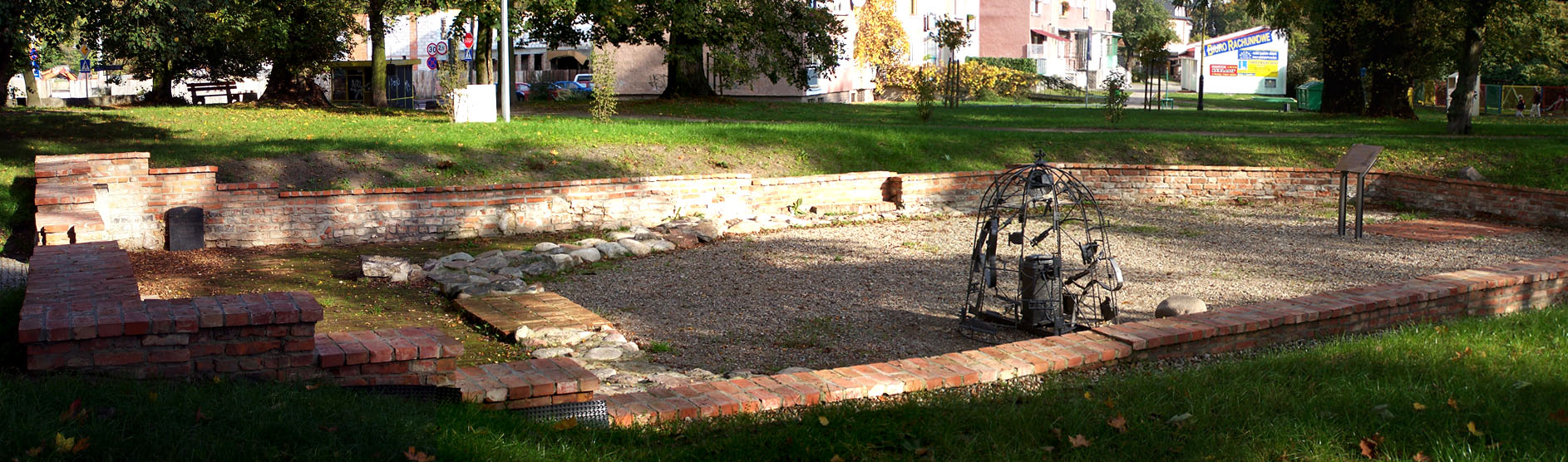
Ruiny kaplicy św. Jerzego

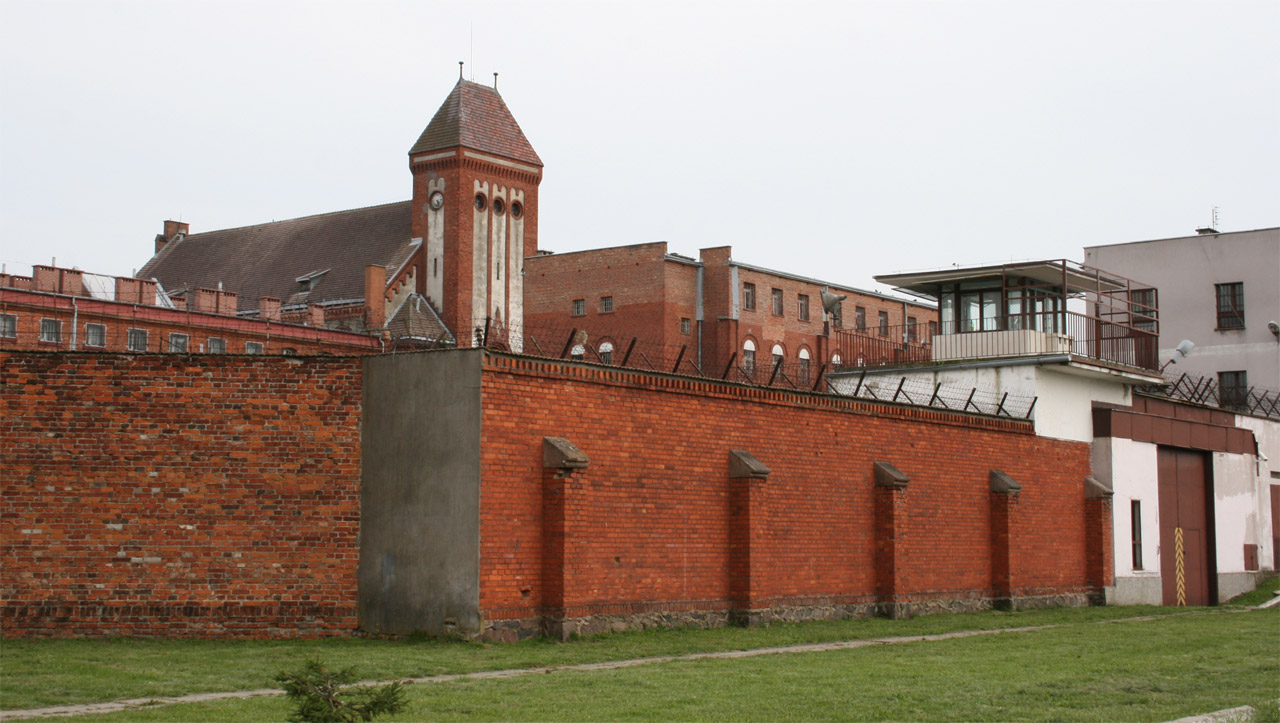
Zakład Karny

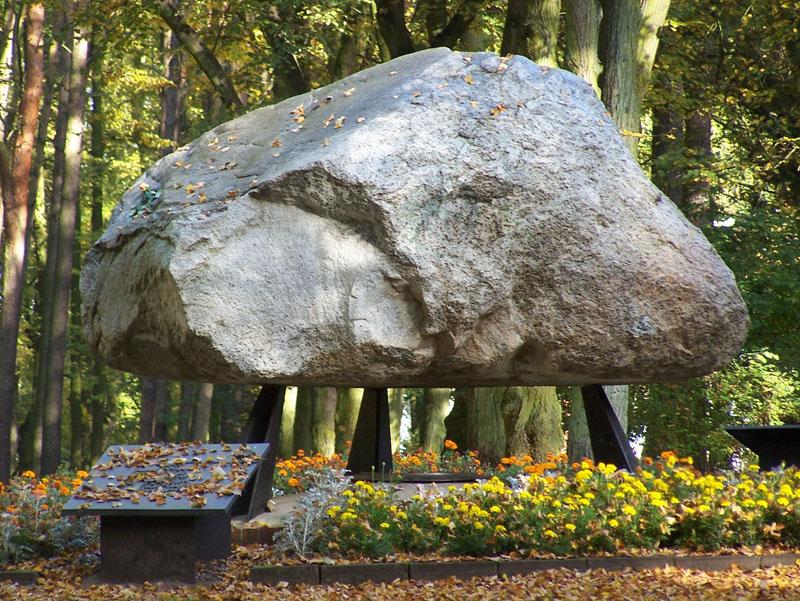
Kamień w Parku XXX-lecia

Cały obszar Starego Miasta Goleniowa wpisany jest do rejestru zabytków.
Wśród zabytków chronionych prawem znajdują się:
- Kościół św. Katarzyny – późnogotycka budowla z XV w., zbudowany na fundamentach kościoła romańskiego, trójnawowy z niższym prezbiterium, sklepienie krzyżowe wsparte na czterech ośmiobocznych filarach, wieża niższa niż przed wojną, u wejścia można zobaczyć zdjęty z wieży dzwon, wyposażenie współczesne, kościół z kamienia i cegły. W XV w. ufundowano tutaj wiele ołtarzy, w 1534 przejęty przez protestantów, w czasie wojny zniszczony, odbudowany w latach 1957–1959, parafia zarządzana przez księży chrystusowców,
- obwarowania miejskie
  - Brama Wolińska (XV w.), wybudowana z kamienia i cegły, wysoka na 26 m, pięciokondygnacyjna, okna ostrołukowe i półkoliste, dawniej pełniła funkcje obronne, zabytek klasy „0”, obecnie, po remoncie jest siedzibą pomocniczą Goleniowskiego Domu Kultury, przejście pod bramą zostało zabudowane i obecnie mieści się tam Centrum Informacji Turystycznej,
  - mury miejskie (XIV–XV w.), kamienne i ceglane, kilka fragmentów, najpiękniejszy znajduje się nad rz. Iną, tam znajdują się cylindryczna Baszta Prochowa i ośmioboczna Baszta Mennicza, w której bito monety, obok furta wodna, drugi fragment obok Bramy Wolińskiej (ośmioboczna wieżyczka z herbami miasta) oraz na goleniowskich Plantach,
- spichlerz nad Iną (XVIII w.), szachulcowy, jedyny ocalały, wysoki, trzykondygnacyjny, znajduje się na terenie dawnego portu rzecznego, ciekawy przykład architektury ryglowej, obecnie nie użytkowany,
- Kościół św. Jerzego (XX w.), położony w nowej części miasta, zbudowany na fundamentach kościoła przedwojennego w latach 70. XX w., obok znajduje się pomnik papieża Jana Pawła II oraz Chrystusa Miłosiernego,
- ruiny kaplicy św. Jerzego (XIII-XIV w.), znajdują się na terenie dawnego cmentarza oraz dawnej osady Wyk, odkopane przez grupę archeologiczną w 2004, zachowane zostały fundamenty oraz fragmenty posadzek, obecnie teren ruin i parku został uporządkowany i oświetlony i jest udostępniony do zwiedzania dla turystów, do fundamentów można zejść, podziwiać średniowieczne pozostałości kościoła oraz kilka znalezionych na terenie miasta i gminy niemieckich nagrobków.
- zespół budynków szkoły przy ul. Kilińskiego 11 z początku XX w. z czerwonej cegły, obecnie Gimnazjum nr 1 im. Noblistów Polskich w Goleniowie.
- budynek poczty przy ul. Konstytucji 3 Maja 17 z końca XIX w.
- zespół zakładu karnego (XIX–XX w.).

Inne ciekawe miejsca:
- goleniowskie planty z Pomnikiem Niepodległości,
- budynek sądu rejonowego (czerwona cegła), początek XX w.,
- wieża ciśnień obok szpitala, XIX–XX w.,
- kolejowa wieża wodna przy dworcu (1912) z szachulcową głowicą,
- Park im. Ignacego Jana Paderewskiego i dawny pałacyk myśliwski, obecnie budynek nadleśnictwa Goleniów
- Park XXX-lecia z kamieniem pamięci poświęconym w 1995,

Do zobaczenia w okolicy:
- lasy Puszczy Goleniowskiej,
- dolina rzeki Iny.

## Gospodarka
Goleniów jest ośrodkiem przemysłowym o znaczeniu lokalnym. Leży na obszarze Szczecińskiego Okręgu Przemysłowego. Dominującą gałęzią przemysłu jest od XIX wieku przemysł drzewny. Reprezentują go w mieście: tartak przy firmie Swedwood, zakłady Swedwood i Golblat oraz kilka mniejszych zakładów stolarskich. Przemysł metalowy reprezentuje Fabryka Opakowań Blaszanych „Crown Packaging Polska Sp. z o.o.” (dawniej Gopak), specjalizująca się obecnie w produkcji zakrywek koronowych. Do innych zakładów należą Zakłady Chemiczne Spółdzielnia Pracy wyroby gumowe (wykładziny gumowe, gumowe płyty uszczelniające, wyroby formowane), oraz zakłady odzieżowe (dawna „Alma”). Na terenie dawnego POMET-u znajduje się fabryka jachtów i części do nich. Z przemysłu spożywczego w mieście znajduje się kilka piekarni oraz ciastkarnia. Dawniej mieściła się tutaj Okręgowa Spółdzielnia Mleczarska. Goleniów powoli traci swoje przemysłowe funkcje na rzecz Goleniowskiego Parku Przemysłowego.

## Transport

### Transport drogowy

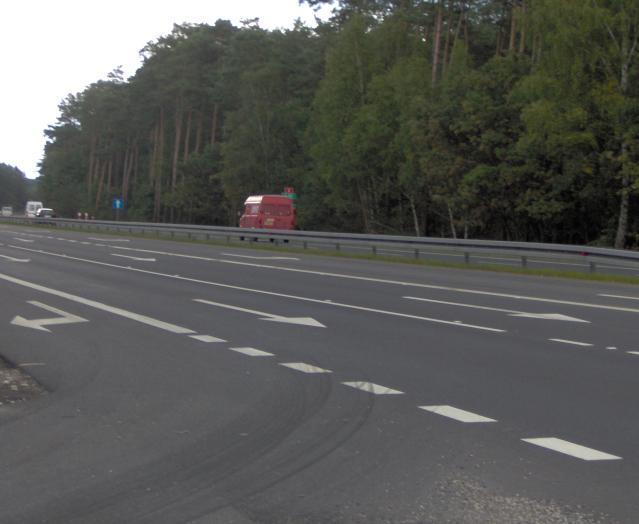
Obwodnica miasta (droga krajowa nr 3)

Miasto leży na dawnym skrzyżowaniu dróg krajowych nr 3 oraz 6. W latach 80. XX wieku wybudowano obwodnicę zachodnią Goleniowa (droga nr 3), zaś w latach 90. obwodnicę północną (droga nr 6). Wybudowanie obwodnic znacznie zmniejszyło ruch kołowy w centrum miasta i przeniosło transport ze Świnoujścia na południe kraju i Gdańska na zachód, poza tereny miejskie. W okolicach Łozienicy znajduje się bezkolizyjny wjazd i zjazd z obwodnicy, podobnie w okolicach Domastryjewa i Modrzewia. W roku 2006 wybudowano wiadukty na drogach wylotowych do Lubczyny i Świnoujścia, na obwodnicy zamknięto również wyjazd w kierunku wsi Żdżary, budując nową drogę. Dogodne połączenia drogowe czynią miasto bardziej atrakcyjnym dla inwestorów i turystów. W ciągu wschodniej obwodnicy przebiega droga wojewódzka nr 113, łącząca Świętą z Maszewem i Łęczycą. Na drodze tej występuje duże natężenie ruchu kołowego samochodów ciężarowych zaopatrzeniowych dla lokalnego przemysłu i usług. Oprócz dróg krajowych i wojewódzkich miasto posiada dogodne połączenia drogowe ze Stargardem (przez dzielnicę Helenów), Stawnem i Marszewem. Większość ulic w mieście ma nawierzchnię asfaltową. Miasto posiada połączenia autobusowe z większością większych miast Pomorza (Szczecin, Koszalin, Kołobrzeg) oraz innymi (Gorzów Wielkopolski, Poznań). Goleniów jest również ważnym miejscem postoju pojazdów lokalnych firm transportowych, wożących mieszkańców miasta najczęściej do Szczecina.
Planowana jest budowa przeprawy mostowej przez Odrę Police – Święta, nad Domiążą, łączącej Goleniów i Świętą z miastem Police i planowaną obwodnicą zachodnią Szczecina – połączenie z lewobrzeżną częścią Szczecina, północną częścią powiatu polickiego i przejściami granicznymi w Lubieszynie i Kołbaskowie w powiecie polickim.

### Transport kolejowy

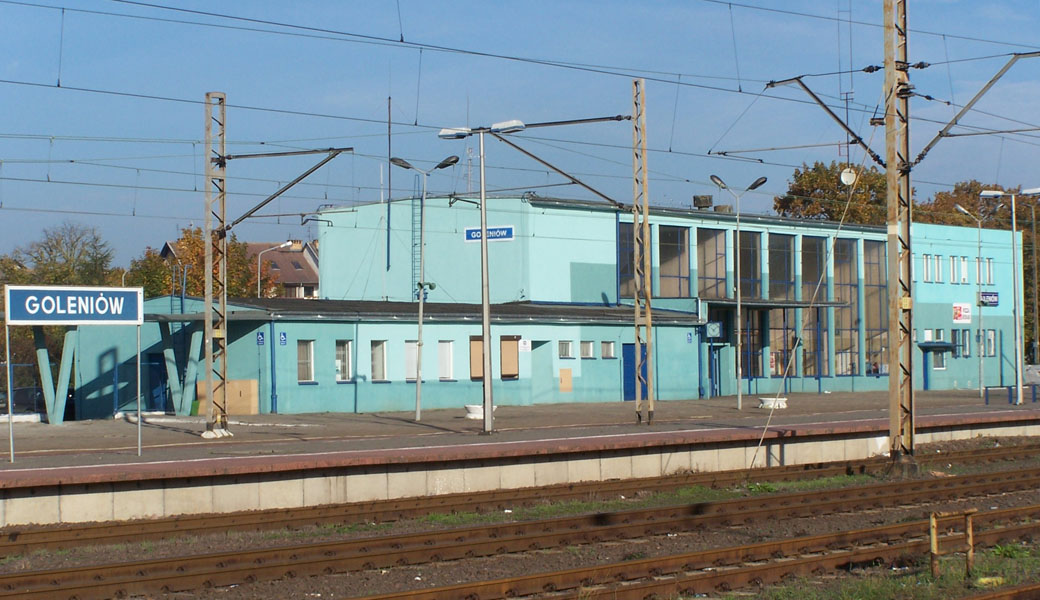
Stary dworzec kolejowy (nieistniejący)

W mieście znajduje się stacja kolejowa Goleniów leżąca przy linii kolejowej nr 401, łączącej port w Świnoujściu ze Szczecinem i południem kraju. Poza okresem wakacyjnym zatrzymują się tu pociągi PKP Intercity zapewniające połączenia z Poznaniem, Warszawą, Opolem, Wrocławiem, Krakowem i Bielskiem-Białą. Lokalne pociągi Polregio kursują do Świnoujścia, Kołobrzegu oraz Szczecina i Poznania. Na początku lat 90. zlikwidowano połączenie kolejowe z Maszewem. Obecnie torowisko, po którym jeździły te pociągi, zostało rozebrane, a w jego miejscu przebiega ścieżka rowerowa. W 2012 r. zawieszono również kursy łączące Szczecin i Goleniów z Kamieniem Pomorskim. Przez miasto przejeżdża również wiele pociągów towarowych, wiozących m.in. węgiel kamienny i paliwa. Obecnie regularnie funkcjonuje również bezpośrednie połączenie kolejowe z lotniskiem Szczecin-Goleniów.

### Transport lotniczy

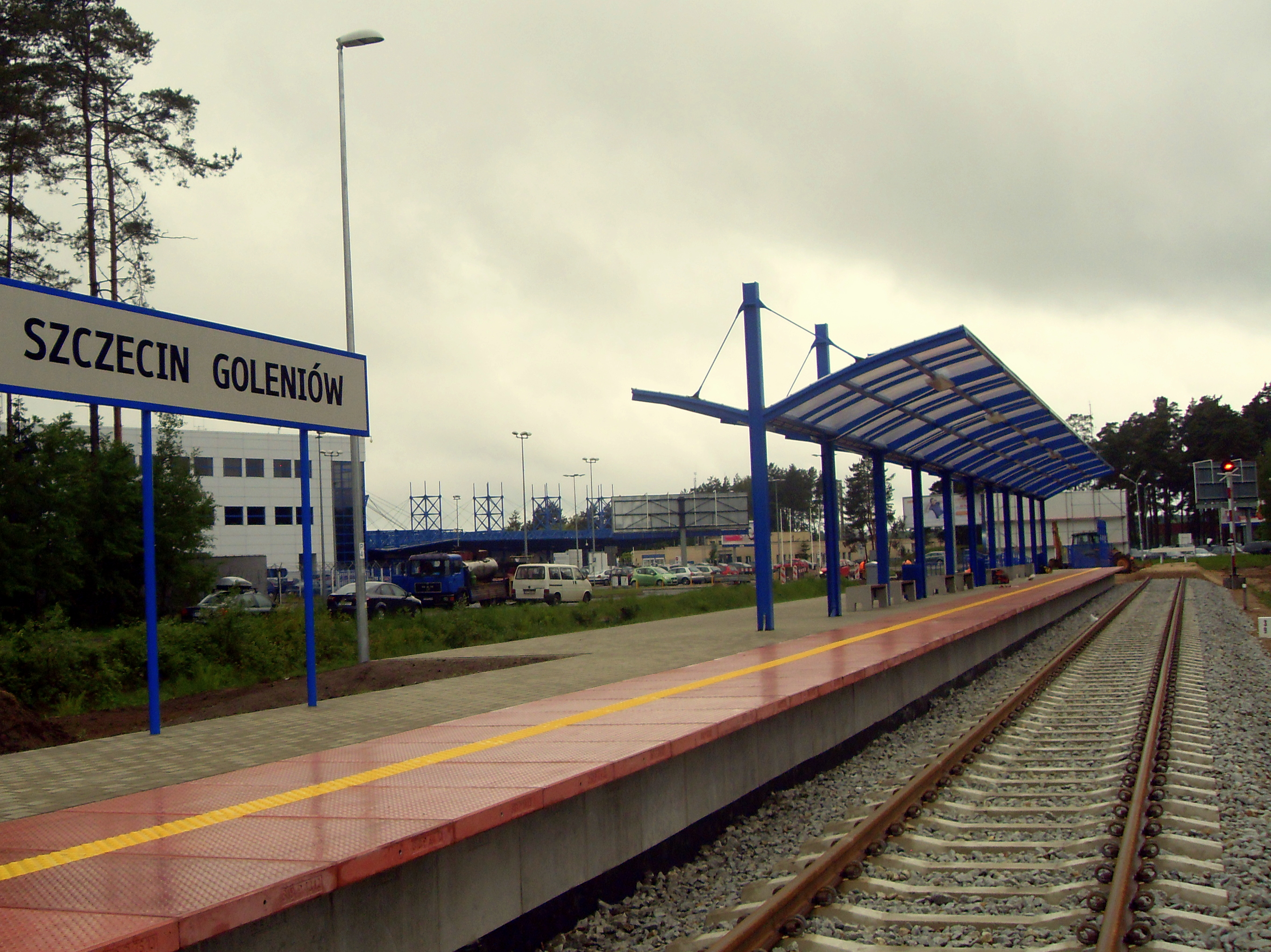
Przystanek kolejowy Port Lotniczy Szczecin Goleniów

Około 5 km na północny wschód od miasta, na terenie sołectwa Glewice, znajduje się port lotniczy, zapewniający stałe połączenia lotnicze z Warszawą obsługiwane przez PLL LOT, z Londynem, Dublinem, Liverpoolem przez kompanię Ryanair, Oslo – Norwegian Air Shuttle, a także Oslo Torp, Stavanger i od 27 października 2014 r. Londyn Luton linią Wizzair.

## Łączność
Miasto leży w zasięgu sieci operatorów telefonów komórkowych (stacje nadawcze w samym Goleniowie i okolicach). Podłączenie do sieci Internet oferują dwie firmy lokalne oraz dostawcy ogólnokrajowi.

## Edukacja

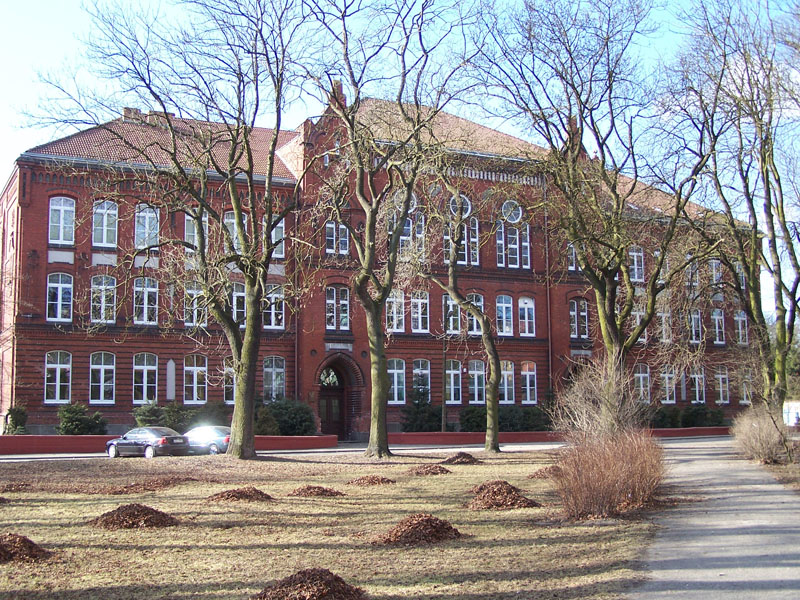
Szkoła Podstawowa nr 1 w Goleniowie

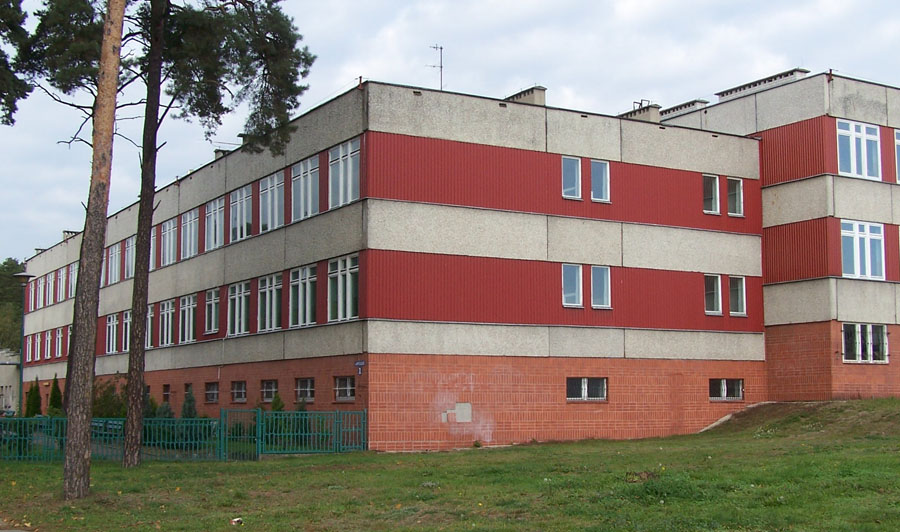
Budynek I LO w Goleniowie

Na terenie miasta Goleniów działają jednostki edukacyjne podlegające gminie i powiatowi oraz prowadzone przez inne organy niż jednostki samorządu terytorialnego. Do jednostek gminnych należą przedszkola publiczne, szkoły podstawowe i gimnazja. W mieście mieści się 5 przedszkoli publicznych i 3 prywatne, trzy gminne szkoły podstawowe: Szkoła Podstawowa z Oddziałami Integracyjnymi nr 2 im. Henryka Sienkiewicza, Szkoła Podstawowa nr 3 i Szkoła Podstawowa z Oddziałami Integracyjnymi nr 4 im. Bolesława Chrobrego oraz dwie prywatne – Prywatna Językowa Szkoła Podstawowa „Cogito” im. Księcia Barnima I i Szkoła Podstawowa Nr 8 im. Kardynała Augusta Hlonda; dwa gimnazja publiczne: Gimnazjum z Oddziałami Integracyjnymi nr 1 im. Noblistów Polskich i Gimnazjum nr 2 im. ks. Jana Twardowskiego oraz jedno prywatne Gimnazjum Nr 4 im. Kardynała Augusta Hlonda. Do placówek powiatowych zalicza się szkoły ponadgimnazjalne i artystyczne. Do tych pierwszych należą I LO im. Stefana Żeromskiego, wchodzące w skład Zespołu Szkół Ponadgimnazjalnych, Zespół Szkół Zawodowych, składający się z zasadniczej szkoły zawodowej i technikum handlowego, drzewnego, ekonomicznego, hotelarskiego oraz informatycznego oraz Zespół Szkół Specjalnych. Placówką szkolnictwa artystycznego jest Szkoła Muzyczna I stopnia. Kształceniem dorosłych na kierunkach technik mechanik, technik handlowiec i technik technologii drewna zajmuje się Zaoczne Uzupełniające Technikum.

## Kultura

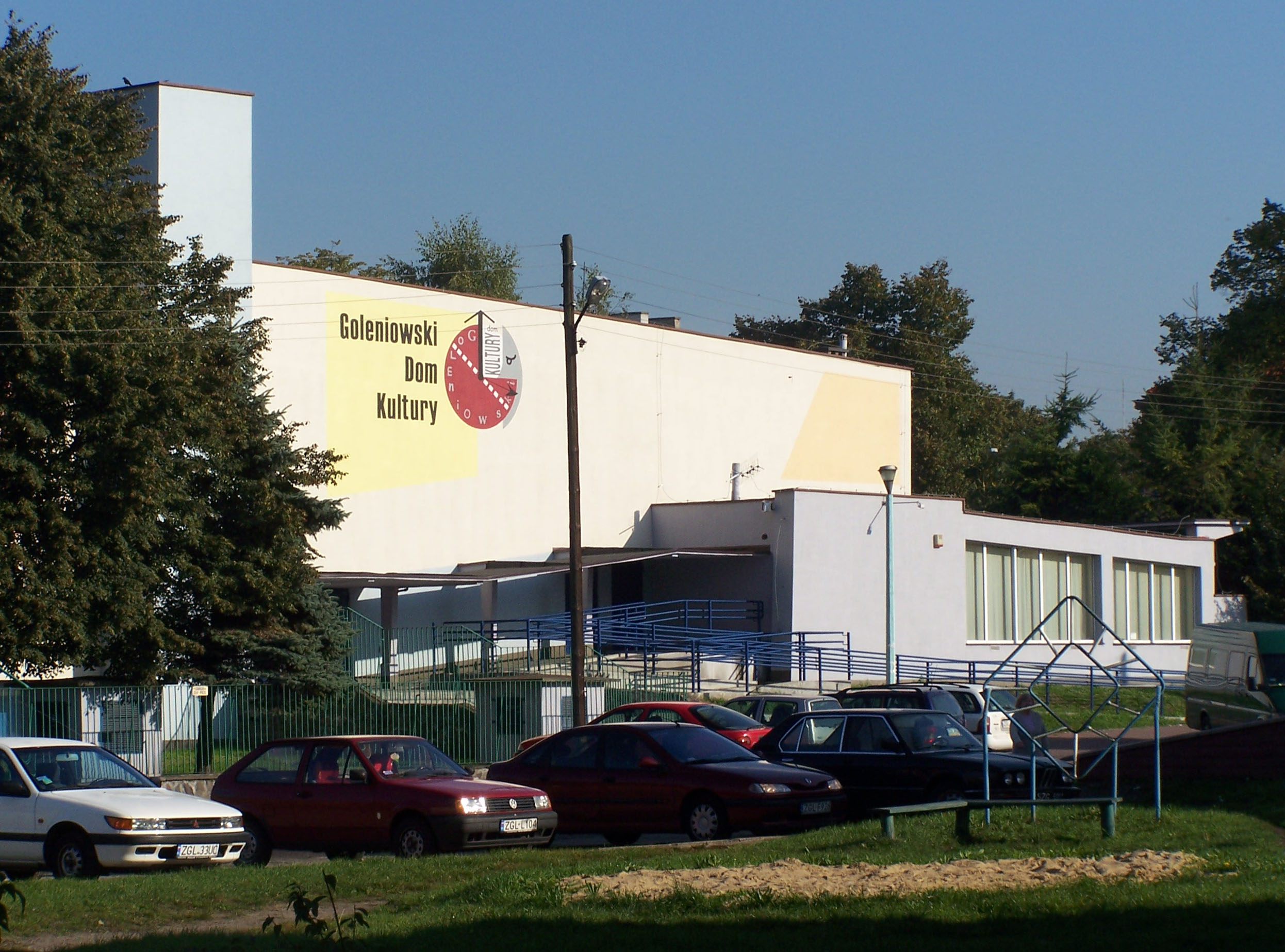
Budynek Goleniowskiego Domu Kultury

Głównym animatorem kultury w mieście jest Goleniowski Dom Kultury, przy którym działa m.in. Zespół Pieśni i Tańca Ziemi Goleniowskiej „Ina”. Mieszkańcy miasta działają również we własnych zespołach muzycznych wielu gatunków. 
 hejnał Goleniowa
Teatr Brama – polski teatr alternatywny, założony w 1996 r. w Goleniowie przez Daniela Jacewicza.
Do roku 2006 związany z Goleniowskim Domem Kultury, w latach 2006–2008 przejściowo działał w Szczecinie i Srebrnej Górze, w połowie 2008 r. powrócił do Goleniowa, gdzie działa jako samodzielna instytucja. Gospodarz Ogólnopolskich Spotkań Teatralnych Bramat, organizowanych od 1999 r., i współorganizator Wiejskiego Festiwalu Sztuki w Strzelewie. Laureat najważniejszych nagród polskiego teatru alternatywnego Brama jest animatorem życia kulturalnego w Goleniowie i w regionie. Najlepszym przykładem wpływu Teatru jest działalność różnych, większych i mniejszych grup teatralnych, prowadzonych przez wychowanków Teatru (Teatr Krzyk w Maszewie, Pomarańcze... w Goleniowie, Teatr w Krzywym Zwierciadle w Stepnicy, Teatr Kingdom of Curvy Fork w Goleniowie). Wszystkie te zespoły istnieją samodzielnie, mają na swoim koncie własne dokonania (przede wszystkim Teatr Krzyk, zaliczany do najciekawszych inicjatyw polskiej alternatywy teatralnej), a jednocześnie nie odżegnują się od swoich korzeni, co więcej ściśle współpracują z Bramą (która również włącza się w projekty grup pochodnych, np. Ogólnopolska Biesiada Wejrzenia w Maszewie).

## Sport

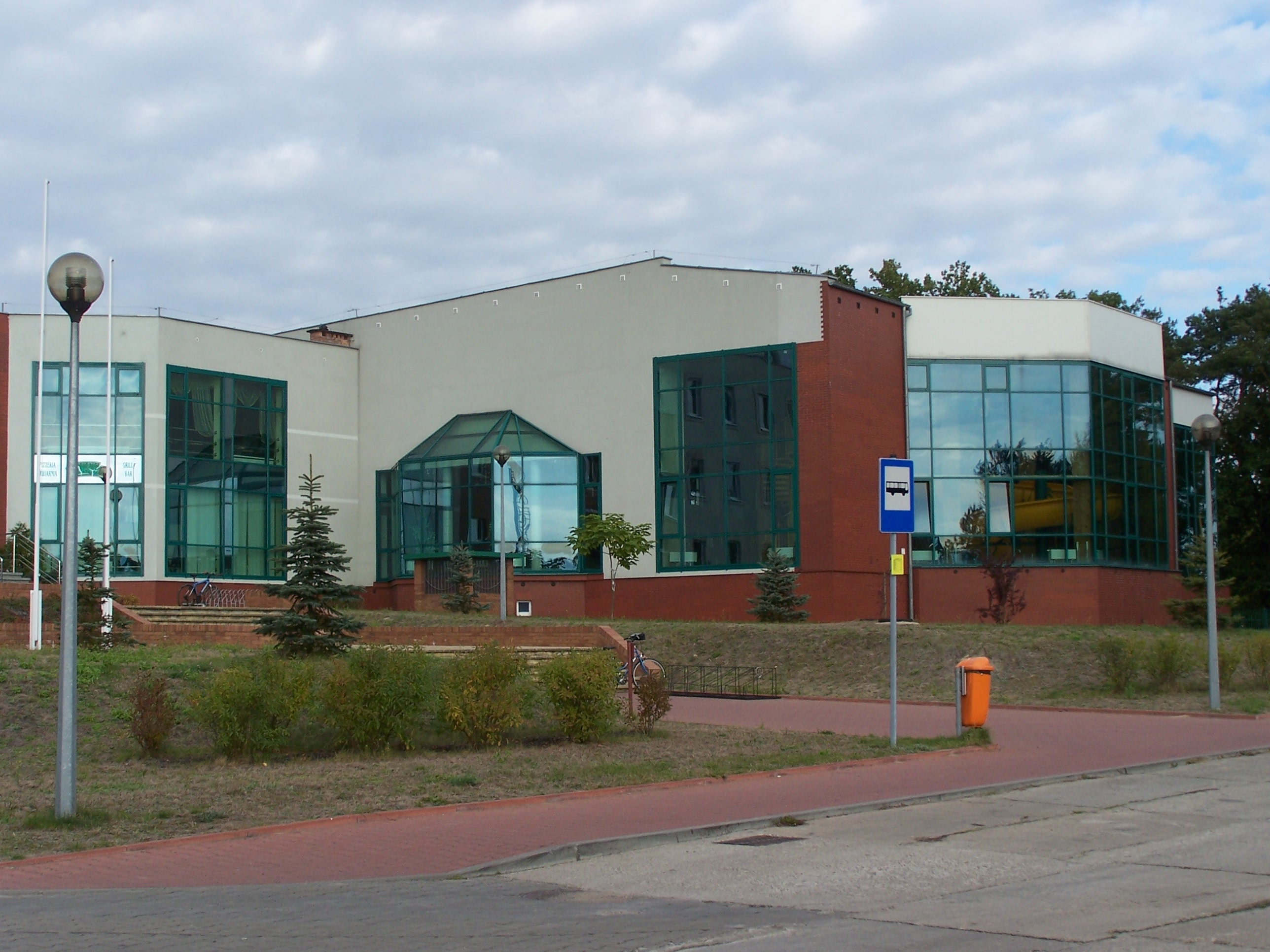
Pływalnia Fala w Goleniowie

Goleniów jest siedzibą Miejskiego Klubu Sportowego „Ina” (piłka nożna), występującego obecnie w IV lidze zachodniopomorskiej. Do ważniejszych klubów należą: klub kolarski JF „Duet-Cetan”, UKS „Barnim” Goleniów (siatkówka kobiet i lekkoatletyka) oraz powstały w 2012 roku Hanza Goleniów (piłka nożna i lekkoatletyka) który zrzesza sporą liczbę członków. Jednym z animatorów sportu jest Goleniowski Młodzieżowy Dom Sportu.
Od roku 1989 organizowana jest w mieście Goleniowska Mila Niepodległości, umieszczona w oficjalnym kalendarzu Polskiego Związku Lekkiej Atletyki. Ta cykliczna impreza organizowana jest co roku 11 listopada w dniu Narodowego Święta Niepodległości. W jej skład wchodzą: bieg na dystansie 300 m (dla przedszkolaków), bieg na dystansie 1 mili (dla uczniów szkół podstawowych i ponadgimnazjalnych), bieg na dystansie 1 mili w kategorii „Open” o Puchar Burmistrza Gminy Goleniów oraz bieg na 10 km. Na Goleniowskiej Mili Niepodległości gościły takie gwiazdy sportu jak: Renata Mauer, Monika Pyrek, Robert Korzeniowski, Matteo Palumbo, Małgorzata Rydz, Otylia Jędrzejczak, Marek Kolbowicz i Tomasz Kucharski. Biegi objął patronatem honorowym Polski Komitet Olimpijski.

## Wspólnoty wyznaniowe

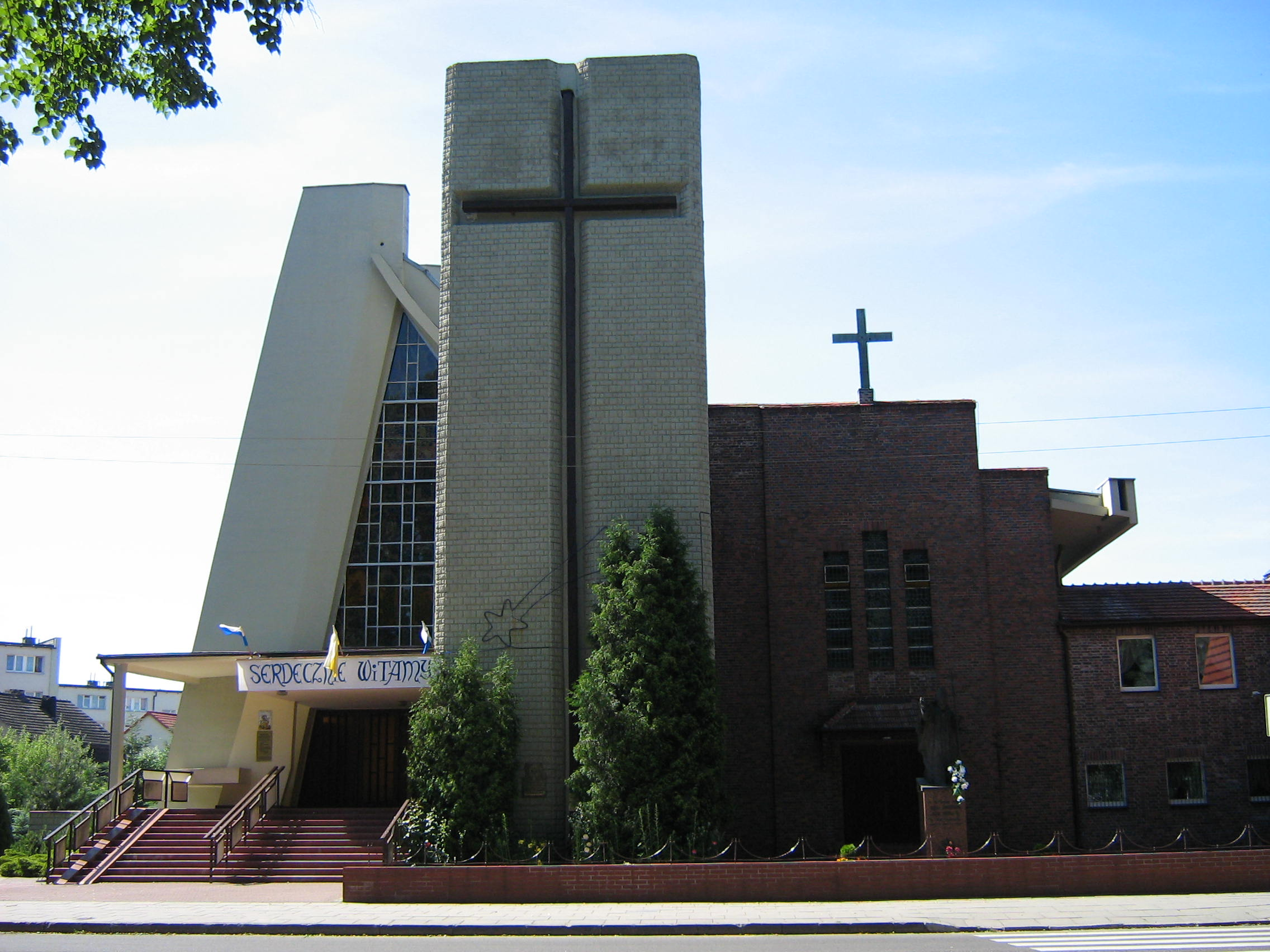
Kościół św. Jerzego

Na terenie miasta działalność religijną prowadzą następujące Kościoły i związki wyznaniowe:
- Kościół Adwentystów Dnia Siódmego w RP:
  - grupa w Goleniowie[26]
- Kościół greckokatolicki:
  - ośrodek duszpasterski w Goleniowie, nabożeństwa prowadzone są w kościele rzymskokatolickim św. Katarzyny[27]
- Kościół rzymskokatolicki:
  - parafia św. Jerzego[28]
  - parafia św. Katarzyny[28]
  - parafia Matki Bożej Nieustającej Pomocy[28]
- Kościół Zielonoświątkowy w RP:
  - zbór „Słowo Życia”[29]
- Świadkowie Jehowy:
  - zbór Goleniów (Sala Królestwa: Mosty)[30]

## Administracja
Mieszkańcy Goleniowa wybierają do swojej rady miejskiej 15 z 21 radnych, a pozostałych 6 wybierają mieszkańcy terenów wiejskich gminy Goleniów. Organem wykonawczym władz jest burmistrz. Siedzibą władz jest urząd miejski na placu Lotników.
Na obszarze miasta znajduje się tylko 1 jednostka pomocnicza gminy – osiedle Helenów. Goleniów posiada także części miasta będące dawniej osobnymi miejscowościami, są to: Białomącze, Budzisław, Chochołki, Ciechno, Jawornik, Kępki, Mikorzyn, Piskorze, Skórnica, Strzałkowo, Wygonki, Zarosty.
Mieszkańcy Goleniowa wybierają posłów na Sejm z okręgu wyborczego nr 41, senatora z okręgu wyborczego nr 98, a posłów do Parlamentu Europejskiego z okręgu nr 13.
Goleniów jest członkiem Nowej Hanzy.

## Goleniów jako garnizon wojskowy

### Jednostki stacjonujące po 1945 (rozwiązane)
- 2 pułk lotnictwa myśliwskiego „Kraków” na lotnisku Szczecin-Goleniów

Najbliższa jednostka wojskowa w miejscowości Glewice i Mosty-Osiedle.

## Współpraca międzynarodowa i krajowa
Miasta i gminy partnerskie:
- Niemcy – Bergen auf Rügen od 2001
- Niemcy – Greifswald od 1986
- Holandia – Opmeer od 1991
- Szwecja – Svedala od 18 lutego 1993
- Pyrzyce od początku lat 90. XX wieku
- Związek Miast Hanzeatyckich

W okresie od 3 grudnia 2005 do 25 lutego 2022 także  Rosja – Gurjewsk